# Odopoia reticulata
Odopoia reticulata is een vliesvleugelig insect uit de familie Torymidae. De wetenschappelijke naam is voor het eerst geldig gepubliceerd in 2007 door Sureshan.